# Cornii de Jos
Cornii de Jos – wieś w Rumunii, w okręgu Bacău, w gminie Tătărăști. W 2011 roku liczyła 119 mieszkańców.